# Fellerdilln
Fellerdilln ist ein nördlicher Stadtteil von Haiger im mittelhessischen Lahn-Dill-Kreis.

## Geographie

### Geographische Lage
Fellerdilln liegt in den südlichen Ausläufern des Rothaargebirges an der Nahtstelle zum südlich angrenzenden Westerwald am Oberlauf des Flusses Dill, der für die Namensgebung der Ortschaft hauptverantwortlich ist. Er befindet sich rund sechs Kilometer nördlich von Haiger unweit östlich des Bergs Kalteiche (579,3 m ü. NHN) bzw. der Autobahn A 45, die über die Anschlussstelle „Haiger/Burbach“ oder über die Anschlussstelle „Dillenburg“ an der B 277 zu erreichen ist.

### Wanderwege
Ein Wanderwegenetz führt zum „Staatswald Kalteiche“. Der Weitwanderweg Rothaarsteig, der durch die waldreiche Mittelgebirgslandschaft bis nach Brilon in Nordrhein-Westfalen führt, streift den Ort an seiner Westseite.

## Geschichte

### Ortsgeschichte
Zuerst urkundlich erwähnt wurde Fellerdilln im Jahre 1294, als Bürger aus "Dilln" als Siegler und Schöffen auftraten. Die Ansiedlung ist jedoch bedeutend älter. So wurden beim Neubau eines Wohnhauses in der Rommelstraße Teile eines Rennofens gefunden, der auf das Jahr 1000 (oder noch früher um 700 n. Chr.) datiert werden konnte. Dieser Fund belegt die frühe Eisenverhüttung in dieser Gegend.
Belegt ist der Ort seit 1607 unter den Namen Fellerdilln, auch Diln, Dylln, veler Dylln oder Felerdiln, die Namensgebung des Dorfes, die aus dem Fluss Dill und den umliegenden Feldern entstanden ist. Jedoch wird auch angenommen, dass Fellerdilln eine keltische Siedlung ist, da das keltische Wort Fell (= Pferd) auf eine Wildpferde-Population hinweisen kann und sich auch im Mundart-Namen Roßphe für die Orte Ober- und Niederroßbach wiederfindet. Es besteht jedoch auch eine Erklärungsmöglichkeit über das keltische Wort Vela (= jenseits) der Dill, da sich der Ort zu jener Zeit ausschließlich auf der Westseite der Dill befand. Interessanterweise hat sich der Name Dilln im Sprachgebrauch der Umgebung, angelehnt an eine alte Urkunde aus dem Jahre 1000, nachweislich für „den Ort an der Dilena (Dill) gelegen“, bis auf den heutigen Tag für das heutige Fellerdilln gehalten.
Als im Jahre 1447 für die gesamte Grafschaft Nassau eine allgemeine Schatzungsliste (Steuerliste) erstellt wurde, wurden zur Unterscheidung der Orte an der Dill die Namen, Fellerdilln und Offdilln (Ufdilln) festgeschrieben. In dieser Liste sind 15 steuerpflichtige Personen, 13 Haushaltungen, 15 Pferde, 29 Kühe, 6 Winterlinge, ein Kalb, 92 Schafe, 15 Ziegen und 21 Schweine verzeichnet.
In unterschiedlichen Urkunden, aus den Jahren 1294, 1343, 1354, 1367 findet man Bürger aus Dilln (de Dillne), die als Siegler bei Vermögensübertragungen zugegen waren.
1451 betreiben Scheffer Hen und Sohn Hermann in „Diln“ eine Mühle.
1532 in der Türkensteuerliste finden sich 21 Bürger, die Steuern zahlen müssen. Zehn Jahre später waren es im Mannbuch von Haiger 23 Bürger. 1561 wurde eine Kirche errichtet und 1566 gab es in Fellerdilln 47 Gebäude, 34 Pferde, 175 Kühe, 53 Rinder, 405 Schafe und 88 Schweine. Reichell (gebürtig aus Haigerseelbach) ist Ortsvorsteher (Hemmberger, Heimberger) Schatzungsliste des Amptes Heyger. 1561 Rechtsstreit zwischen Dillbrecht und Fellerdilln wegen einiger Wiesen.
1567 Graf Johann VI., auch Johann der Ältere genannt, beendet die Leibeigenschaft in Nassau-Dillenburg. 1578–1590 tritt Fellerdilln wie auch das benachbarte Siegerland, auf Anordnung des Hauses Nassau, durch Johann den Älteren, der Reformierten Kirche bei. 1593 Reichell ist Heimberger (Ortsvorsteher).
1595 Hutestreit zwischen Nidderosphe und Fellerdilln, dieser Hutestreit um die Felder an der Dill wird zugunsten Fellerdilln durch das Haus Nassau entschieden. Am 30. September 1609 wurde die Genehmigung erteilt, am Ortsrand eine Hochofenhütte zu bauen. Durch den Mangel an Kohlen (Holzkohle) konnte der Ofen jedoch nur an etwa 12 Tagen im Jahr betrieben werden. 1615 wurde die Kartoffel in Hessen eingeführt.
1616 Heinrich Bieler war Schöffe in Haiger. 1619–1653 Verkauf und Austausch herrschaftlicher Güter, darunter solcher aus Bastardsfällen (Erbrecht des Grafen auf Güter verstorbener Unehelicher) in der Grafschaft Nassau-Dillenburg zu Fellerdilln und zwanzig anderen Orten der Grafschaft.
1643–1644 Nachlassreglung des Obristwachtmeisters Johann Berdy aus Haiger, zu Cölln an der Spree (gefallen Okt.14 1643 bei Belgard in Pommern) mit Nachricht an die Erben in Fellerdilln, Wilgersdorf, Dänemark und in Treuenbriezen. 1684 starb ein begüterter Schmied, der, der Überlieferung nach, schneller laufen konnte, als ein Pferd. 1732 wird die baufällige alte Holzkirche aus dem Jahre 1561 abgerissen und an derselben Stelle eine Kirche in massiver Bauweise errichtet. 1756–1764 Gesuch des Henrich Triesch aus Fellerdilln um Zehntfreiheit von dem Bergwerk bei Oberroßbach. Annahme des Gesuches für die Zehntfreiheit für die Goldbachgrube bei Oberroßbach, für den Schichtmeister Triesch von Fellerdilln. 1767–1779 Beschwerden der Gemeinde Fellerdilln wegen angeblicher Bestrickung der Viehweide in der Kalteiche. 1777: Die der Wilddieberei verdächtigen Adam Triesch zu Fellerdilln, der sogenannte Berg-Jacob zu Burg und Georg Stiefel zu Rodenbach, beabsichtigen die Aufmachung eines Kupferbergwerkes in der Kalteiche. 1785–1790 Tausch einer der Gemeinde Steinbach/Haiger gehörigen, in der Kalteiche gelegenen Wüstung Hattenhausen (untergegangener Ort), gegen eine herrschaftliche, vor dem Wald liegende und an ihre Gemarkung anstoßende Wüstung. 1795 Überfall auf einen französischen Geldtransport in der Kalteiche, Fellerdillner wurden verdächtigt, am Überfall beteiligt gewesen zu sein. Am 8. September 1796 erneuter Überfall auf französische Marketender und Furagetransporte. Wieder geraten Fellerdillner unter Verdacht. Hausdurchsuchungen haben keinen Erfolg, die Untersuchungen gehen bis in das Jahr 1801. In den 1920er Jahren werden bei Umbauarbeiten im Haus Nr. 5 in Fellerdilln französische Münzen gefunden.
1796–1815 Fellerdilln hat große Notlagen erlebt. So haben die Revolutionskriege und die Napoleonischen Kriege für Fellerdilln erhebliche Nachteile gebracht, da die Bürger die Verpflegung für die Truppen aufbringen mussten. Gerade in der Zeit vom 24. Februar bis zum 4. März 1796 war es besonders schlimm, da die Wintervorräte der Familien zu Ende gingen. Nach der Schlacht in der Kalteiche lagen Hunderte von Verwundeten und Toten in der nahen Kalteiche (504 m NN) und wurden von den Bürgern Fellerdillns und den nahen Orten versorgt oder begraben. Auch in späteren Jahren haben Kriege große Opfer von den Bürgern gefordert. 1802–1805 Tausch der Herrschaft von der Gemeinde Fellerdilln eines Stücks Medumshauberg an der Kalteiche gegen einen herrschaftlichen Waldstrich hinter dem Hattenhausen, zwischen der Hermannswiese und dem Fellerdillner Medumshauberg. 1817 Johann Heinrich Triesch zu Fellerdilln wird wegen schuldiger Forststrafe ein Acker am Heidenbruch in der Gemarkung Fellerdilln im Wert von 7fl.38 Kreuzer gepfändet und dem Herzoglichen Domänenfiskus zugesprochen. Nach der Entdeckung, dass dieser Acker schon verpfändet war, wird stattdessen eine Wiese substituiert. 1826–1827 Anlegung einer neuen Mühle in der Gemarkung Fellerdilln durch Christian Behrens zu Dillbrecht.

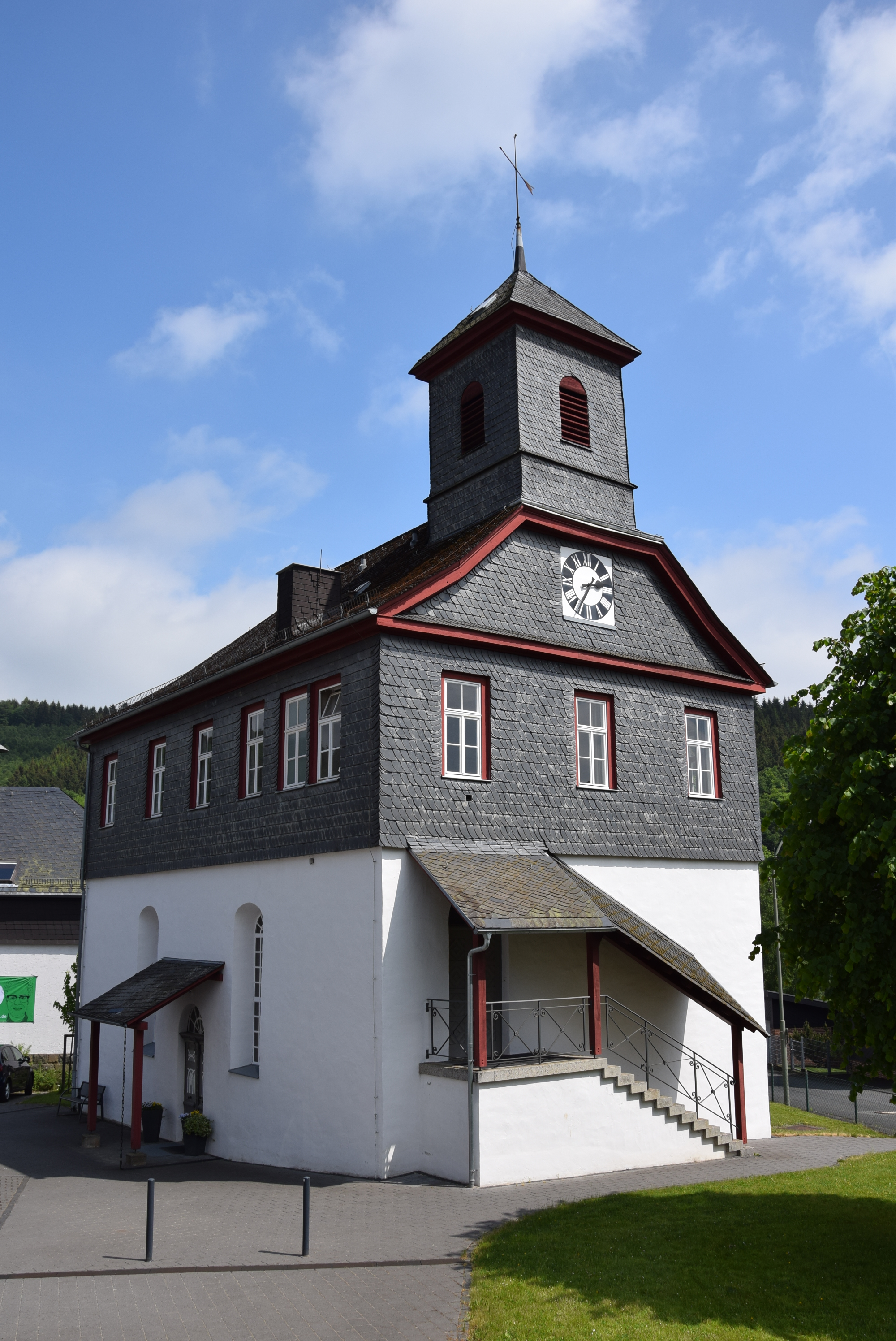
Ev. Kirche in Fellerdilln

Am 23. Juni 1827 brennt es im Ort. Durch das unvorsichtige Hantieren mit offenem Licht ist in der neuen Straße, der heutigen Brunnenstraße, ein Großfeuer ausgebrochen, dem fast der der ganze Straßenzug und auch die neue Kirche mit zwei Glocken zum Opfer gefallen sind. Der Amtmann Chelius aus Dillenburg schrieb dazu:

„Am 24 may ist die Stadt Haiger bis auf die Grundmauern in Asche gefallen, anderntags hat es Fellerdilln schwergetroffen, sogar die neu Kirch ist mit den 2 Geleuthen verbrennet.“

Die Kirche wurde neu gebaut. Im Obergeschoss entstand die „alte Schule“. Das Gebäude gehörte halb der Kommune, halb der Kirchengemeinde. Erst 1973 wurde dieser Zustand aufgehoben und die Kirchengemeinde ist seitdem alleinige Eigentümerin. Auch dem Ersten und Zweiten Weltkrieg fielen viele Fellerdillner zum Opfer. Sie sind auf dem Ehrenmal verzeichnet, welches nun auf dem neuen Friedhof einen festen Platz gefunden hat. 1828–1830 Verkauf der Erbleihmühle der Witwe des Konrad Debus zu Fellerdilln. 1834–1838 Offenlegung der Jahresrechnungen und der vierteljährigen Anschnitte der Kupfergrube Franzberg in Fellerdilln. 1839–1859 Anlegung von Steinbrüchen im Wald Alte Schorn, Gemarkung Dillbrecht, sowie im Bezirk Dachseite, Gemarkung Fellerdilln (Moderschaden).
2. September 1842 Gesuch des Johann Wilhelm Neef zu Dillbrecht um Erlaubnis zum Bau einer Lohmühle in der Gemarkung Fellerdilln. Wegen Meinungsverschiedenheiten zwischen den Wiesenbesitzern und Neef wird eine Genehmigung von der Nassauischen Landesregierung versagt.
1851 Jacob und Anna Bedenbender wandern nach Amerika aus, sie hatten 3 Kinder, sie siedelten im Schyler County, Illinois. Es leben heute Nachkommen der Kinder dort. 1863 Untersuchung gegen Johannes Heinz Conrad, Henrich Carl Franz, Heinrich Debus II. von Fellerdilln und Hermann Einacker von Gernsdorf wegen eines gefährlichen Jagdvergehens. 1877 Gründung des Kriegervereines Fellerdilln. 1882 erwarb der Landmann August Heinrich Steiner 2 Kuxe der Grube Neues Glück des Johannes Heinrich Carl Steiner zu Fellerdilln im Kreise Dill des Regierungsbezirks Wiesbaden des Oberbergamtes Bezirk Bonn. Ein "Umtrieb" fand auf dieser Grube nie statt.
1885 Heinrich Grimm, genannt Henry Grimm, wandert nach Amerika aus, er kehrte 1871 nach Fellerdilln zurück, und heiratet Melusine Hees, in 1872 geht er wieder in die USA zurück, sie siedelten in Geneva, Kansas. Ihre Nachkommen leben heute noch dort. 1888 Der Modellschreinermeister Johannes Wilhelm Bedenbender und dessen Ehefrau Elisabeth geb. Reinschmidt wandern nach Amerika aus und lassen sich in Plum City Wisconsin nieder. Sie leben dort bis zu ihrem Tode 1930/31.
1905 Daniel Weber (1840–1915), der Pädagoge, Wissenschaftler und Literat, hat in seinen Jugenderinnerungen eindrucksvoll seinen Heimatort gewürdigt: „Ich träume mich als Kind zurück und schüttle mein greises Haupt; wie sucht ihr mich heim, ihr Bilder, die so lang ich vergessen geglaubt.“ Am 1. Dezember 1915 wurde die Eisenbahnstrecke Dillenburg-Siegen in Betrieb genommen. Für die drei Kirchspielsgemeinden Fellerdilln, Dillbrecht, Offdilln wurde in der Gemarkung Fellerdilln an der Grenze zu Dillbrecht ein Bahnhof errichtet, der auf Betreiben des zuständigen Pfarrers Johannes Seitz den Namen des Kirchspiels "Dillbrecht" erhielt. Dieser Bahnhof ist heute über einen kurzen Fußweg und eine Zufahrtsstraße zu erreichen. Am 9. Dezember 1932 wurde die Freiwillige Feuerwehr Fellerdilln gegründet, die im Jahr 1933 eine Motorspritze erhielt. Da man bis dahin nur über Feuereimer zum Löschen verfügte, gab man den Fellerdillnern den Uznamen Ehmer (= Eimer).
Im Jahr 1939 lebten 687 Einwohner in Fellerdilln. 1946 fanden die ersten freien Wahlen im Ort statt, Bürgermeister wurde Wilhelm Benner. 1951 wurde der Verein für Leibesübungen, Grün Weiss, VFL Fellerdilln gegründet. 1952 wurde die katholische Kirchengemeinde „Zu den Heiligen Engeln“, die von Flüchtlingen aus den Ostgebieten gegründet wurde, Bestandteil des religiösen Umfeldes. 1969 bekam die Feuerwehr ihr erstes Fahrzeug. 1973 begann der Bau des Dorfgemeinschaftshauses, das am 11. September 1976 der Bevölkerung übergeben wurde. Am 31. Dezember 1976 hörte Fellerdilln als eigenständige Gemeinde auf zu existieren.
Hessische Gebietsreform (1970–1977)
Im Zuge der Gebietsreform in Hessen wurde die bis dahin selbständige Gemeinde Fellerdilln am 1. Januar 1977 kraft Landesgesetz in die Stadt Haiger eingemeindet, Bürgermeister Wilhelm Benner ging in den Ruhestand.
Ein Ortsbezirk nach der Hessischen Gemeindeordnung wurde für Fellerdilln nicht errichtet.

### Verwaltungsgeschichte im Überblick
Die folgende Liste zeigt die Herrschaftsgebiete und Staaten, in denen Fellerdilln lag, bzw. die Verwaltungseinheiten, denen es unterstand:
- vor 1739: Heiliges Römisches Reich, Grafschaft/Fürstentum Nassau-Dillenburg, Amt Dillenburg mit Gericht Haiger
- ab 1739: Heiliges Römisches Reich, Fürstentum Nassau-Diez, Amt Dillenburg mit Gericht Haiger
- 1806–1813: Großherzogtum Berg, Département Sieg, Arrondissement Dillenburg, Kanton Dillenburg
- 1813–1815: Fürstentum Nassau-Oranien, Amt Dillenburg mit Gericht Haiger
- ab 1816: Herzogtum Nassau[Anm. 1], Amt Dillenburg
- ab 1849: Herzogtum Nassau, Kreisamt Herborn[Anm. 2]
- ab 1854: Herzogtum Nassau, Amt Dillenburg
- ab 1867: Norddeutscher Bund[Anm. 3], Königreich Preußen, Provinz Hessen-Nassau, Regierungsbezirk Wiesbaden, Dillkreis[Anm. 4]
- ab 1871: Deutsches Reich, Königreich Preußen, Provinz Hessen-Nassau, Regierungsbezirk Wiesbaden, Dillkreis
- ab 1918: Deutsches Reich, Freistaat Preußen, Provinz Hessen-Nassau, Regierungsbezirk Wiesbaden, Dillkreis
- ab 1932: Deutsches Reich, Freistaat Preußen, Provinz Hessen-Nassau, Regierungsbezirk Wiesbaden, Landkreis Dillenburg
- ab 1933: Deutsches Reich, Freistaat Preußen, Provinz Hessen-Nassau, Regierungsbezirk Wiesbaden, Dillkreis
- ab 1944: Deutsches Reich, Freistaat Preußen, Provinz Nassau, Dillkreis
- ab 1945: Amerikanische Besatzungszone, Groß-Hessen, Regierungsbezirk Wiesbaden, Dillkreis
- ab 1946: Amerikanische Besatzungszone, Hessen, Regierungsbezirk Wiesbaden, Dillkreis
- ab 1949: Bundesrepublik Deutschland, Hessen, Regierungsbezirk Wiesbaden, Dillkreis
- ab 1968: Bundesrepublik Deutschland, Land Hessen, Regierungsbezirk Darmstadt, Dillkreis
- ab 1977: Bundesrepublik Deutschland, Land Hessen, Regierungsbezirk Darmstadt, Lahn-Dill-Kreis[Anm. 5]
- ab 1981: Bundesrepublik Deutschland, Land Hessen, Regierungsbezirk Gießen, Lahn-Dill-Kreis. Stadt Haiger

### Wirtschaftsgeschichte
Das Ortsbild ist geprägt von alter Kulturlandschaft. Die Haubergswirtschaft, die seit Jahrhunderten die Landschaft in der Region prägte, wird nach wie vor von einigen Dorfbewohnern in Handarbeit betrieben. Hier beschaffen sie das Heizmaterial für die Winter. Auch die Gartenmöbelindustrie nutzt das Holz der Eichen. Der als Folge der Haubergswirtschaft entstandene Niederwald, der hauptsächlich aus Birken und Eichen besteht, ist ein ökologisch bedeutsamer Lebensraum.
Der Niedergang der Landwirtschaft in den 1960er Jahren hat sich bis heute fortgesetzt. Außer einem Landwirt sind nur noch einige Pferdehalter im Ort, die Grünlandflächen bewirtschaften. Ackerbau wird fast nicht mehr betrieben, da der karge Boden nur schwer zu bearbeiten ist.
Ehemalige Bergwerke
Siehe Liste von Bergwerken in Haiger.

### Einwohnerentwicklung

#### Einwohnerstruktur 2011
Nach den Erhebungen des Zensus 2011 lebten am Stichtag dem 9. Mai 2011 in Fellerdilln 1278 Einwohner. Darunter waren 45 (3,5 %) Ausländer.
Nach dem Lebensalter waren 204 Einwohner unter 18 Jahren, 543 zwischen 18 und 49, 273 zwischen 50 und 64 und 258 Einwohner waren älter.
Die Einwohner lebten in 531 Haushalten. Davon waren 150 Singlehaushalte, 165 Paare ohne Kinder und 174 Paare mit Kindern, sowie 36 Alleinerziehende und 3 Wohngemeinschaften. In 117 Haushalten lebten ausschließlich Senioren und in 342 Haushaltungen lebten keine Senioren.

#### Einwohnerentwicklung
| Fellerdilln: Einwohnerzahlen von 1834 bis 2017 | Fellerdilln: Einwohnerzahlen von 1834 bis 2017 | Fellerdilln: Einwohnerzahlen von 1834 bis 2017 | Fellerdilln: Einwohnerzahlen von 1834 bis 2017 | Fellerdilln: Einwohnerzahlen von 1834 bis 2017 |
| --- | ---------------------------------------------- | ---------------------------------------------- | ---------------------------------------------- | ---------------------------------------------- |
| Jahr |                                                |                                                |                                                | Einwohner                                      |
| 1834 | 1834                                           |                                                | 306                                            | 306                                            |
| 1840 | 1840                                           |                                                | 315                                            | 315                                            |
| 1846 | 1846                                           |                                                | 329                                            | 329                                            |
| 1852 | 1852                                           |                                                | 352                                            | 352                                            |
| 1858 | 1858                                           |                                                | 356                                            | 356                                            |
| 1864 | 1864                                           |                                                | 360                                            | 360                                            |
| 1871 | 1871                                           |                                                | 278                                            | 278                                            |
| 1875 | 1875                                           |                                                | 328                                            | 328                                            |
| 1885 | 1885                                           |                                                | 347                                            | 347                                            |
| 1895 | 1895                                           |                                                | 382                                            | 382                                            |
| 1905 | 1905                                           |                                                | 364                                            | 364                                            |
| 1910 | 1910                                           |                                                | 445                                            | 445                                            |
| 1925 | 1925                                           |                                                | 644                                            | 644                                            |
| 1939 | 1939                                           |                                                | 686                                            | 686                                            |
| 1946 | 1946                                           |                                                | 838                                            | 838                                            |
| 1950 | 1950                                           |                                                | 901                                            | 901                                            |
| 1956 | 1956                                           |                                                | 993                                            | 993                                            |
| 1961 | 1961                                           |                                                | 1.098                                          | 1.098                                          |
| 1967 | 1967                                           |                                                | 1.252                                          | 1.252                                          |
| 1970 | 1970                                           |                                                | 1.329                                          | 1.329                                          |
| 1985 | 1985                                           |                                                | ?                                              | ?                                              |
| 1995 | 1995                                           |                                                | ?                                              | ?                                              |
| 2005 | 2005                                           |                                                | 1.338                                          | 1.338                                          |
| 2011 | 2011                                           |                                                | 1.278                                          | 1.278                                          |
| 2017 | 2017                                           |                                                | 1.179                                          | 1.179                                          |
| Datenquelle: Historisches Gemeindeverzeichnis für Hessen: Die Bevölkerung der Gemeinden 1834 bis 1967. Wiesbaden: Hessisches Statistisches Landesamt, 1968. Weitere Quellen: LAGIS; nach 1970: Stadt Haiger; Zensus 2011 |                                                |                                                |                                                |                                                |

#### Religionszugehörigkeit
| • 1885: | 333 evangelische (= 95,97 %), 9 katholische (= 2,59 %) und 5 andere (= 1,44 %) Christen          |
| • 1961: | 854 evangelische (= 77,78 %), 141 katholische (= 12,84 %) Einwohner                              |
| • 2005: | 764 evangelische (= 57,10 %), 136 katholische (= 10,16 %) und 491 sonstige (= 36,70 %) Einwohner |
| • 2017: | 584 evangelische (= 49,53 %), 108 katholische (= 9,16 %) und 487 sonstige (= 41,31 %) Einwohner  |

## Kultur und Sehenswürdigkeiten

### Kulturdenkmäler
Siehe Liste der Kulturdenkmäler in Haiger-Fellerdilln

### Naturdenkmäler
Siehe Liste der Naturdenkmäler in Haiger-Fellerdilln